# Johannes ter Schure

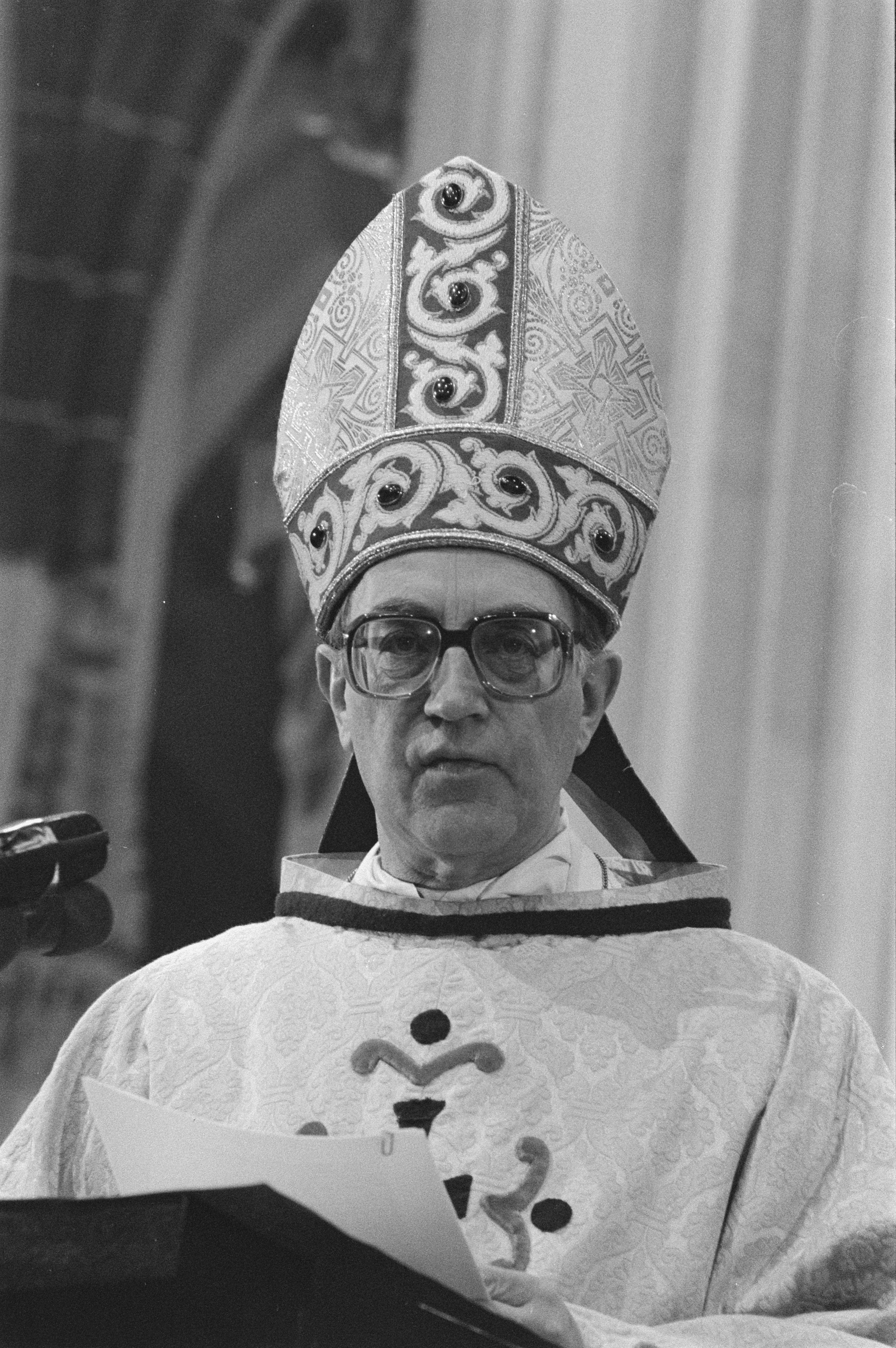
Johannes ter Schure 1985

Johannes Gerardus ter Schure SDB (* 21. Juni 1922 in Steenwijkerwold; † 11. April 2003 in Nijmegen) war ein niederländischer Ordenspriester und römisch-katholischer Bischof.
1943 trat ter Schure bei den Salesianern Don Boscos ein und wurde am 1. Juli 1951 zum Priester geweiht. 1957 wird er Direktor der Niederlassung in Rijswijk und später in Den Haag, und 1961 Provinzial der niederländischen Provinz. Insbesondere bei der Besonderen Synode der niederländischen Bischöfe im Januar 1980 in Rom machte er sich einen Namen. Bischof Joannes Baptist Matthijs Gijsen ernannte ihn zum Generalvikar des Bistums Roermond. Am 4. Oktober 1984 wurde er von Papst Johannes Paul II. zum Weihbischof in diesem Bistum ernannt, mit dem Titularbistum Sigus. Die Bischofsweihe erfolgte am 1. Dezember 1984 durch Bischof Gijsen; Mitkonsekratoren waren Kurienerzbischof Rosalio Lara SDB und Weihbischof Alphonsus Castermans.
Bereits am 31. Januar 1985 wurde er zum Bischof von ’s-Hertogenbosch ernannt. Nach seiner Emeritierung am 13. Juni 1998 arbeitete er als Pfarrer in Alphen in der Provinz Gelderland. In den letzten Monaten seines Lebens wurde er im Berchmanianum in Nijmegen gepflegt.